# Institut escola
Un institut escola (IE) segons la llei 12/2009 del 2010, és un centre d'ensenyament on es realitzen estudis infantils, de primària i secundària. En concret, és a l'article 75 on es defineixen els IE com aquells centres educatius que imparteixen educació primària i secundària, entre altres ensenyaments de règim general.
Permeten, doncs, la integració en un sol centre dels nivells d'educació infantil, primària i secundària. Més endavant, en la resolució de 16 de juny de 2011, es disposa que els òrgans unipersonals de direcció i coordinació d'aquests IE s'ajustin a unes instruccions específiques amb caràcter transitori mentre no entri en vigor i s'apliqui la regulació de la matèria derivada del desplegament de la LEC.

## Etapa republicana

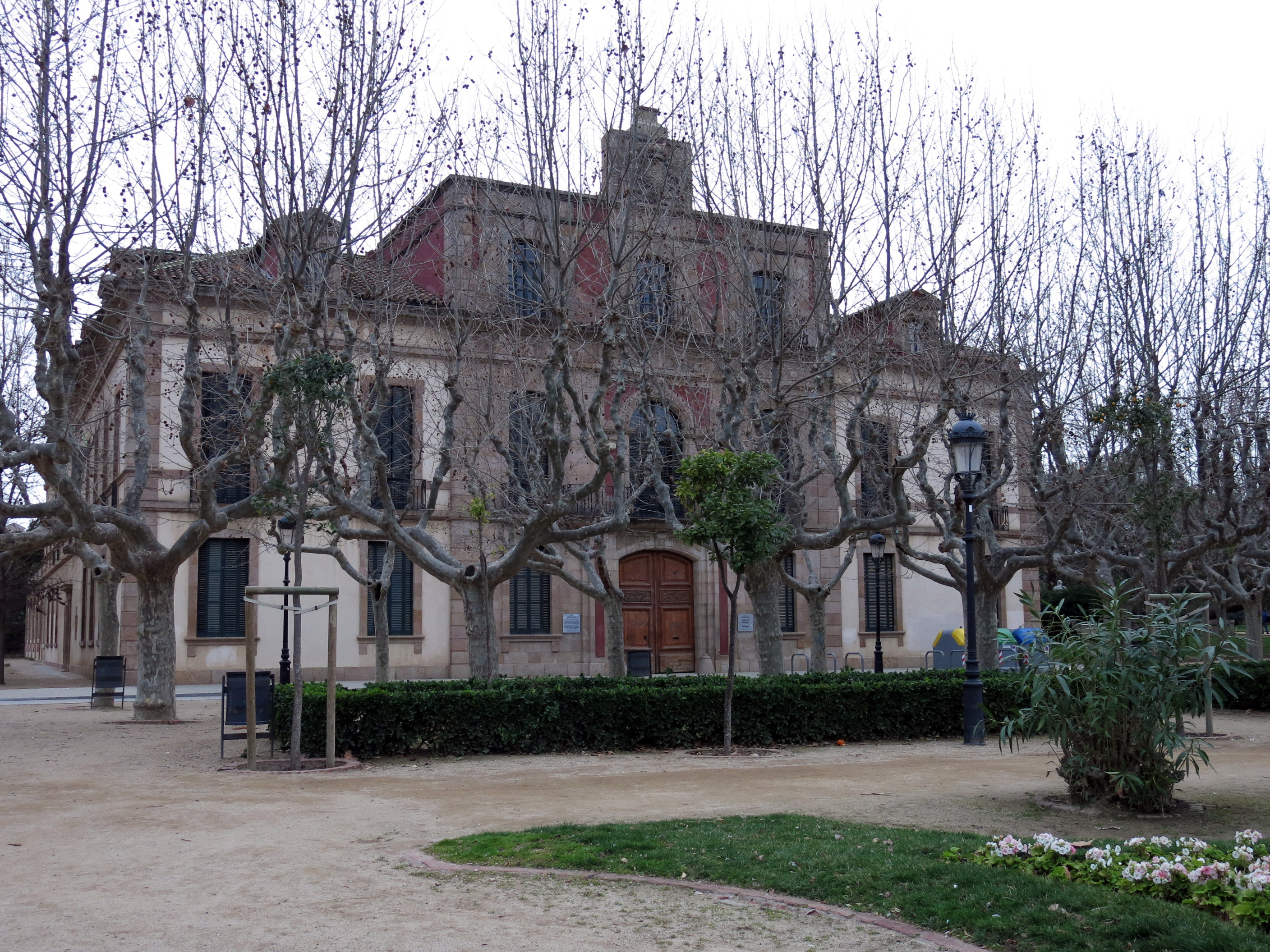

El 3 de febrer de 1932, el Palau del Governador del parc de la Ciutadella acollia, per primera vegada, una seixantena d'estudiants de l'Institut-Escola de la Generalitat de Catalunya. Abans, a l'octubre de 1931, el ministre d'Instrucció Pública i Belles Arts havia autoritzat la Generalitat a organitzar, a Barcelona, "d'acord amb les especials necessitats i característiques de la regió catalana, un institut escola de segon ensenyament amb el caràcter d'assaig pedagògic". Aquell mateix mes, el Govern català promulgava el decret de creació del primer centre d'ensenyament secundari nascut a l'empara de l'autonomia política assolida en l'època republicana.
El funcionament de l'Institut Escola el determinaven les normes elaborades pel Consell de Cultura de la Generalitat, que fixava, entre d'altres normes, l'edat mínima d'ingrés al centre —els onze anys—, l'admissió d'alumnat dels dos sexes, el nombre d'alumnes, el pla d'ensenyament i l'organització del centre. Aquestes normes es complementaven amb un reglament intern que definia els trets pedagògics i organitzatius de la institució: la completa coeducació, l'ús del català com a llengua bàsica, el laïcisme en la teoria i els costums, la supressió de qualificacions i llibres de text —a favor dels llibres, en el seu conjunt—, la preeminència de la formació social i moral, la comprensió de la cultura, el civisme com a àmbit global, les sortides fora de l'aula, la introducció de l'exercici físic, la importància de la música i la continuïtat coordinada de l'ensenyament primari a l'ensenyament secundari.

## Segle XXI
La Llei d'educació de Catalunya, aprovada al Parlament de Catalunya el juliol de 2009, va permetre de nou la creació d'aquesta modalitat d'establiment educatiu que integra en un únic centre els nivells d'educació infantil i primària i els de secundària obligatòria, tot recuperant la millor tradició pedagògica iniciada vuitanta anys abans.
Al darrer trimestre de l'any 2011, el Consell Superior d'Avaluació del Sistema Educatiu encarrega a l'ICE de la UAB una recerca avaluativa a l'entorn dels instituts escola de Catalunya, amb la proposta d'analitzar onze de les divuit institucions en funcionament a Catalunya.

## Característiques
Els instituts escola apleguen, en un mateix centre, l'oferta d'educació infantil, primària i secundària i presenten, des d'aquest punt de vista, una estructuració de l'ensenyament obligatori equivalent a la dels centres educatius dels països nòrdics i denominat model de sistemes integrats. La majoria de centres a Catalunya es van crear durant la dècada de 2010 i han iniciat el projecte a partir de realitats molt diferents (centres de nova creació, fusió de centres que ja existien) i en contextos també molt diferents (zones urbanes, rurals, poblacions de dimensions diferents).